# كوياستو
كوياستو (بالإستونيَّة: Kojastu)، قرية تتبع دائرة ماريما في مقاطعة رابلا غرب إستونيا.